# Albert Engström-samlingarna
Albert Engström-samlingarna  ingår i Eksjö museums samlingar. 
Eksjö museum har en fast utställning om Albert Engström med föremål ur museets samling av Engströmiana.
Samlingarna är en donation av apotekaren Carl David Carlsson och har visats för allmänheten sedan 1968.